# Охота на папарацци
«Охота на папарацци» (англ. Striking Poses) — американский детектив режиссёра Гэйла Харви 1999 года об обратной стороне жизни папарацции, когда объектом становится не тот, за кем ты охотишься, а ты сам.

Главную роль исполнила звезда сериалов «Беверли-Хиллз, 90210» и «Зачарованные» Шеннен Доэрти.

Премьера состоялась 27 апреля 1999 года в США.

## Сюжет
Главная героиня Гейдж Салливан — успешная папарацци из журнала, известного своими скандалами. Она зарабатывает на жизнь тем, что охотится за звездами, и кажется, достать выгодный снимок не составляет для неё труда. Будучи сильной и храброй, девушка неплохо себя зарекомендовала, получая огромные гонорары за свой труд.
Она, как никто другой знает, что это такое, когда твоя жизнь, попав на обложку журнала, может круто измениться, и порой не в самую лучшую сторону, особенно если ты личность довольно известная. Поэтому, когда Гейдж узнает, что охота начинается за ней самой, она оказывается по другую сторону объектива. Но охотникам не нужные её снимки. Убита её помощница. И что же им надо на самом деле, ей и предстоит узнать. Она не из тех, кто легко сдается, и зная хитрые головоломки своих «коллег»-профессионалов, вступает с ними в настоящую схватку.

## В ролях
- Шеннен Доэрти — Гейдж Салливан
- Джозеф Гриффин — Ник
- Тамара Горски — Кейси Ропер
- Эйдан Дивайн — Badger / Stalker
- Колм Фиор — Линус

## Интересные факты
- Слоган фильма — «Beyond The Lens Lies The Truth…»
- Съемки велись в Торонто, Онтарио, Канада
- Другое название фильма — «Боевая стойка»
- Детям до 17 лет при просмотре обязательно присутствие родителей
- Премьера в США состоялась на видео. Премьера в Бельгии состоялась 4 сентября 2009 года, 10 лет спустя